# Девети пехотен пловдивски полк
Девети пехотен пловдивски полк е български полк, който влиза в състава на 2-ра пехотна тракийска дивизия и участва във войните за обединение на нацията.

## Формиране
Девети пехотен пловдивски полк е формиран в Пловдив под името Девети пеши пловдивски полк с указ № 61 от 23 декември 1885 година на Южнобългарската милиция. В състава на полка влизат Пловдивска № 1 пеша дружина, Пловдивска № 2 пеша дружина и 4-та опълченска дружина. Влиза в състава на 5-а пеша бригада. Първоначално се намира в Татар Пазарджик, а на 12 март 1886 г. се премества на постоянна местостоянка в Пловдив.
Девети полк получава първото си бойно знаме на 31 август 1886 г. На 14 януари 1888 година княз Фердинанд провъзгласява майка си княгиня Клементина за шеф на полка и той става известен под наименованието „9-и пеши Пловдивски на Н.Ц.В. Княгиня Клементина полк“. В полка е зачислен и самият княз Фердинанд. През 1892 година полкът официално влиза в състава на 2-ра пехотна тракийска дивизия.

## Балкански войни (1912 – 1913)
През Балканската война (1912 – 1913) полкът влиза в състава на Родопския отряд от 2-ра пехотна тракийска дивизия и наброява 4860 души. При мобилизацията за участието в Балканската война, полкът се развръща в 4 дружинен състав, една картечна рота, телефонна и музикантска команда, санитарен персонал и парков взвод. Формира се 1 и 2 дружина от 39 пех. полк, 9 допълваща дружина и 1 и 2 опълченски дружини. На 23 септември 1912 9 пех. полк заминава към турската граница, включен в Родопския отряд. Бойният състав на полка е: 5 щабни офицери, 52 младши офицера, 5 лекари, 2 чиновници, 305 подофицери и 4540 ефрейтори и войници. При бойните действия са превзети населените пунктове: Дьовлен, Кара Блиак, Баротин, Доспат, Неврокоп, Драма, Еникьой, Курулар, Ксанти, Деде-Агач, Булаир, Шаркьой.
В навечерието на Междусъюзническата война Девети пехотен полк е прехвърлен от Шаркьой на Мраморно море в Радовиш, Македония. След избухването на войната полкът участва в битката при Криволак и в боевете за Беяз тепе, връх Занога и връх Кавица. Завръща се в Пловдив на 9 август 1913 година.
Убити и починали чинове от полка през 1912 – 1913 – 206 души.

## Първа световна война (1915 – 1918)
С указ 7/9 септември 1915 е обявена мобилизация. Полкът влиза в състава на 2-ра пехотна тракийска дивизия. На 16 септември 1915 полкът е съсредоточен в Доспат, а на 30 септември 1915 преместен в Каменница, Лъджене и Чепино. Манифестът за обявяване на войната е прочетен на 10 октомври 1915.
Полкът разполага със следния числен състав, добитък, обоз и въоръжение:
| Числен състав                                       | Добитък              | Обоз                                          | Въоръжение                           |
| --------------------------------------------------- | -------------------- | --------------------------------------------- | ------------------------------------ |
| Офицери: 56 Чиновници: 2 Подофицери и войници: 5020 | Коне: 504 Волове: 12 | Обикновени коли: 48 Товарни: 162 Специални: 3 | Пушки и карабини: 4366 Картечници: 4 |

До 2 ноември 1915 заемат изходна позиция пред село Попчево. Започва битката при село Чепели и завземането на височините Голаш и Рогачите, а с тежък бой и връх Висок камък. Настъплението продължава към Валандово и село Раброво. Продължават към Църничени и Кала Тепе, а на изток граничи с Дойранското езеро. Позицията е сдадена на 24-и пехотен чепински полк на 2 декември 1915 година. Изтеглени в резерв на дивизията в селата Богданци и Кованец. От 18 април до 22 юли 1916 полкът е резерв на 11 германска дивизия. На 21 юли 1916 г. заемат позиция между река Вардар и Дойранско езеро. От 9 август до 16 август 1916 позициите са подложени на тежък артилерийски обстрел. В 9 часа противникът атакува безуспешно. На 17 август 1916 са отбити 3 атаки. От 23 октомври 1916 започва прехвърляне на Битолския фронт. Заета е позиция при завоя на река Черна при с. Ярошок. Започват тежки боеве и при с. Паралово полкът дава много убити и ранени.
От март 1917 г. за командир на полка е назначен легендарният подп. Борис Дрангов. Същият загина на 26 май 1917 г. в района на кота 1050 над с. Паралово на завоя на река Черна. В първата половина на 1917 година, поради загуби на командири в боевете или преминаването им на други длъжности, полкът е командван от следните офицери: майор Мархолев, подполковник Кънчев, подполковник Калчев, подполковник Дрангов, подполковник Станчев, подполковник Коняров и подполковник Иванов. До 14 септември 1918 на тези позиции се води позиционна война.
На 20 септември 1918 след пробива при Добро поле отстъпват по пътя Руфци, Алинци, Веселчани, Бяло поле, Ропотово, Дабяни, Саздово, Барбарек, Дряново, Брод, Каченик, Кичево. Подписано е премирие на 29 септември 1918. Съгласно него, всички части западно от Скопския меридиан остават в плен. Знамето на полка е спасено от поручик Пенчи Рибаров заедно с паричната каса, полковия архив и по-голяма част от обоза по маршрут – Добрушево, Прилеп, Велес, Скопие, Враня, Сурдулица, Трънска клисура, Врабча, Цариброд, София и на 8 октомври 1918 е в Пловдив. Завръщането на останалите в плен започва през юни 1919 и продължава до януари 1920. Убити и починали чинове от полка през 1915 – 1918 години – 662 души.

## Между двете световни войни
На 1 декември 1920 година в изпълнение на клаузите на Ньойския мирен договор полкът е реорганизиран в 9-а пехотна пловдивска дружина. През 1928 година полкът е отново формиран от частите на 9-а пехотна пловдивска дружина и 7-а жандармерийска дружина, но до 1937 година носи явното название дружина. 

## Втора световна война (1941 – 1945)
През Втора световна война (1941 – 1945) полкът е на Прикриващия фронт (1941 и 1943). Взема участие в първата фаза на заключителния етап на войната в състава на 2-ра пехотна тракийска дивизия.
9 пп и парашутната дружина с устремно настъпление овладяват билото на Стражин. В първите вериги на парашутистите настъпва ефрейтор Никола Паскалев. Припомнил си незабравимите завети на Апостола на свободата Васил Левски, той написва върху хастара на куртката си: „Ако загина, ще загина само аз и моята картечница ..., ако спечеля, печели българския народ. Смърт на фашизма!“ Той остава верен на своя девиз. В разгара на боя картечница от неоткрит дотогава бункер открива силен огън срещу фланга на 1-ва парашутна рота. Настъпващите бойци са принудени да залегнат. Ефрейтор Паскалев запълзява към вражеския бункер, като го обстрелва с картечницата си. Свършват се патроните. Тогава той започва да хвърля гранати срещу бункера. Хвърлена от противника граната разкъсва лявата му ръка. Като надвива острата болка, той отвърта със зъби капачката на една граната и я хвърля срещу амбразурата, а след това, притиснал до себе си още няколко гранати, се хвърля в бункера. Разнася се силен гръм. Противниковата картечница замлъква.
Привечер на 18 октомври на Стражинската позиция германците оказват съпротива само на отделни места. През следващите дни целия масив е прочистен от тях със силите на 9 пп и парашутната дружина. За активните си резултатни действия 9 пп получава името „стражински“, а хитлеристите го наричат „бесния полк“.
По времето, когато полкът е на фронта (1912 – 1913, 1915 – 1918, 1944), в мирновременния му гарнизон се формира 9-а допълваща дружина. След 9 септември 1944 година се формира 9-а гвардейска дружина.
От 5 юни 1945 г., съгласно Министерска заповед №197 полкът е преименуван в „9-и тракийски на Захари Стоянов полк“. С указ № 6 от 5 март 1946 г. издаден на базата на доклад на Министъра на войната № 32 от 18 февруари 1946 г. е одобрена промяната на наименованието на полка от 9-и пехотен пловдивски на Н.Ц.В. Княгиня Клементина полк на 9-и пехотен пловдивски на Захари Стоянов полк.
От май 1948 г. носи явното наименование „под.2010“. От юни до ноември 1950 г. носи името 9-и стрелкови полк, след което е преименуван на 26-и стрелкови полк с явно наименование „под.55020“. Със заповед №146 от 16 април 1955 г. полкът е разформиран считано от 15 април 1955, а на 30 юни същата година е напълно ликвидиран.

## Наименования
През годините полкът носи различни имена според претърпените реорганизации:
- Девети пеши пловдивски полк (23 декември 1885 – 14 януари 1888)
- Девети пеши пловдивски на Н.Ц.В. Княгиня Клементина полк (14 януари 1888 – 1892)
- Девети пехотен пловдивски на Н.Ц.В. Княгиня Клементина полк (1893 – 1 декември 1920)
- Девета пехотна пловдивска дружина (1 декември 1920 – 1928)
- Девети пехотен пловдивски полк (1928 – 19 ноември 1932)
- Девети пехотен пловдивски на Н.Ц.В. Княгиня Клементина полк (19 ноември 1932 – 5 март 1946)
- Девети пехотен пловдивски на Захари Стоянов полк (от 5 март 1946)

## Командири
Званията са към датата на заемане на длъжността.
| №   | звание       | име                 | дати                                |
| --- | ------------ | ------------------- | ----------------------------------- |
| 1.  | Майор        | Петко Стоянов       | 23 декември 1885 – 11 март 1886     |
| 2.  | Майор        | Стефан Кисов        | 11 март 1886 – 10 септември 1886    |
| 3.  | Капитан      | Никола Атанасов     | 13 септември 1886 – 29 ноември 1887 |
| 4.  | Майор        | Никифор Никифоров   | 29 ноември 1887 – 5 март 1891       |
| 5.  | Майор        | Върбан Винаров      | 5 март 1891 – 31 март 1892          |
| 6.  | Подполковник | Никола Бочев        | от 1 май 1892                       |
| 7.  | Подполковник | Васил Делов         | 2 януари 1893 – 15 февруари 1900    |
| 8.  | Подполковник | Михаил Иванов       | 15 февруари 1900 – 1 януари 1904    |
| 9.  | Майор        | Димитър Петрунов    | 1 януари 1904 – 16 април 1909       |
| 10. | Полковник    | Тодор Митов         | 1 юни 1909 – 10 март 1912           |
| 11. | Полковник    | Димитър Бошнаков    | 10 март 1912 – 15 май 1915          |
| 12. | Полковник    | Александър Цветков  | 10 юни 1915 – 10 септември 1915     |
| 13. | Подполковник | Димо Христов        | 1 октомври 1915 – 30 октомври 1916  |
| 14. | Полковник    | Иван Аврамов        | 23 октомври 1916 – 1917             |
| 15. | Подполковник | Борис Дрангов       | 18 март 1917 – 26 май 1917          |
| 16. | Подполковник | Петър Коняров       | 3 юни 1917 – 2 декември 1917        |
| 17. | Полковник    | Коста Киселов       | 26 юни 1917 – неизв.                |
| 18. | Полковник    | Досю Бъчваров       | 11 ноември 1918 – 1 ноември 1919    |
| 19. | Полковник    | Илия Каблешков      | 6 ноември 1919 – 30 октомври 1920   |
| 20. | Полковник    | Гурко Мархолев      | 20 ноември 1920 – 9 декември 1920   |
| 21. | Подполковник | Златан Палийски     | 10 декември 1920 – 11 август 1923   |
|     | Подполковник | Евстатий Липовански | 28 октомври 1923 – 28 декември 1927 |
|     | Подполковник | Илия Стоянов        | 22 март 1928 – 6 юни 1930           |
|     | Полковник    | Иван Халачев        | 24 април 1930 – 1 май 1931          |
|     | Полковник    | Светослав Попов     | 25 май 1931 – 10 април 1932         |
|     | Полковник    | Стоян Пенев         | 22 април 1932 – 11 март 1933        |
|     | Полковник    | Борис Бръняков      | през 1933                           |
|     | Полковник    | Крум Колев          | от 1933                             |
|     | Подполковник | Георги Тунтев       | 12 април 1934 – 16 май 1935         |
|     | Полковник    | Васил Бойдев        | 16 май 1935 – 31 октомври 1935      |
|     | Подполковник | Йордан Панайотов    | 1935 – 1935                         |
|     | Полковник    | Георги Тунтев       | към 1938                            |
|     | Подполковник | Йордан Сутров       | 1938 – 1942?                        |
|     | Полковник    | Иван Бонев          | 21 май 1942 – 1944                  |
|     | Подполковник | Димитър Славчев     | 1945 – 1945                         |
|     | Полковник    | Димитър Векиларчев  | 1945                                |
|     | Полковник    | Стоян Драгиев       | 1946 – 1946                         |
|     | Полковник    | Величко Георгиев    | ноември 1946 – април 1948 г.        |
|     | ?            | Тенчо Папазов       | май – юли 1949 г.                   |

Други командири: полк. Христо Паков (преди 1904)